# Суд Босне и Херцеговине
Суд Босне и Херцеговине има кривичну, управну и апелациону надлежност у стварима које спадају у надлежност институција Босне и Херцеговине.
Сједиште Суда је у Сарајеву.

## Организација
Суд Босне и Херцеговине је основан 12. новембра 2000. на основу одлуке високог представника за БиХ којом је донио Закон о Суду Босне и Херцеговине.
Основним текстом Закона о Суду Босне и Херцеговине је било предвиђено да Суд сачињава укупно 15 судија које бира Парламентарна скупштина Босне и Херцеговине на предлог Комисије за именовање судија Суда. Именоване судије су вршиле функцију до доби од 70 година. Данас, закон предвиђа да Суд сачињава предсједник и одређени број осталих судија. Предсједника и судије Суда бира Високи судски и тужилачки савјет Босне и Херцеговине.
Суд има Општу сједницу и три одјељења: Кривично, Управно и Апелационо (укључујући надлежност по жалби у поступку спровођења избора). Одјељења суде у вијећима састављеним од по троје судија. Кривично одјељење се састоји из три одјела: Одјел I за ратне злочине, Одјел II за организовани криминал, привредни криминал и корупцију и Одјел III за сва остала кривична дјела. Апелационо одјељење се састоји из три одјела: Одјел I одлучује по жалбама на одлуке Одјела I Кривичног одјељења, Одјел II одлучује по жалбама на одлуке Одјела II Кривичног одјељења и Одјел III одлучује по жалбама на одлуке Одјела III Кривичног одјељења, на одлуке Управног одјељења и рјешава по приговорима који се односе на изборна питања.
Судије појединци из својих одјела обављају и дужности судије за претходни поступак или судије за претходно саслушање.

## Надлежности
Суд Босне и Херцеговине има три надлежности: кривичну, управну и апелациону.
По кривичној надлежности Суд је надлежан за кривична дјела утврђена Кривичним законом Босне и Херцеговине и другим законима Босне и Херцеговине. Надлежан је и за кривична дјела утврђена законима Федерације Босне и Херцеговине, Републике Српске и Брчко Дистрикта када та кривична дјела: угрожавају суверенитет, територијални интегритет, политичку независност, државну безбједност и међународни субјективитет Босне и Херцеговине; и када могу имати озбиљне реперкусије или штетне посљедице на привреду Босне и Херцеговине, или могу изазвати друге штетне посљедице за Босну и Херцеговину или могу изазвати озбиљну економску штету или друге штетне посљедице ван територије ентитета или Брчко Дистрикта.
По управној надлежности Суд је надлежан да одлучује по тужбама против коначних управних аката односно када се ради о ћутању управе, институција Босне и Херцеговине и њених органа, јавних агенција, јавних корпорација, институција Брчко Дистрикта и других организација утврђених законом Босне и Херцеговине, донесених у вршењу јавних овлашћења.
По апелационој надлежности Суд је надлежан да одлучује по: жалбама против пресуда или одлука које донесе Кривично одјељење и Управно одјељење и ванредним правним лијековима против правоснажних одлука које су донијела одјељења суда (осим захтјева за понављање поступка). Надлежан је и за рјешавање по приговорима који се односе на кршење изборног закона и додатних прописа и упутстава које доноси Централна изборна комисија Босне и Херцеговине и за рјешавање у свим другим предметима када је то предвиђено законом Босне и Херцеговине.

## Референдум о Суду
На посебној сједници Народне скупштине Републике Српске од 13. априла 2011. усвојен је низ закључака о раду Суда и Тужилаштва Босне и Херцеговине, посебно са аспекта селективног приступа у процесуирању ратних злочина на штету српског народа. Донесен је и закључак о неопходности одржавања референдума на којем би се грађани Републике Српске изјаснили о наметнутим законима и кршењу Европске конвенције о људским правима од стране високих представника. Расписан је републички референдум са питањем: „Да ли подржавате наметнуте законе од стране високог представника међународне заједнице у БиХ, посебно о Суду и Тужилаштву БиХ и њихову неуставну верификацију у Парламентарној скупштини БиХ?“ Приликом посјете високог представника ЕУ за спољну политику и безбједност, дана 13. маја 2011, постигнут је договор о отварању Структуралног дијалога о реформи правосудног система у БиХ на којем би као приоритетна била разматрана питања кључна за рад и функционисање Суда и Тужилаштва БиХ. На основу договора стављена је ван снаге претходна Одлука о расписивању републичког референдума.
Затим је Народна скупштина Републике Српске донијела закључке којим посебно наглашава демократско право Републике Српске на изражавање става и мишљења о сваком питању које се тиче Републике, задржавајући право да легалним путем оспорава акте са којима није сагласна у процедури и меритуму. Пратећи вишегодишње спровођење препорука у оквиру структуралног дијалога констатовано је да он није дао жељене ефекте. Због тога је предсједник Републике Српске, дана 1. јула 2015, поново предложио расписивање републичког референдума са питањем: „Да ли подржавате неуставно и неовлашћено наметање закона од стране високог представника међународне заједнице у Босни и Херцеговини, посебно наметнуте законе о Суду и Тужилаштву БиХ и примјену њихових одлука на територији Републике Српске?” Међутим, скупштинска Одлука о расписивању републичког референдума је службено објављена тек двије године касније, а потом и стављена ван снаге.